# Alpes Graiae et Poeninae

Provincie na mapě Římské říše z roku 125

Alpes Graiae et Poeninae, založená pod názvem Alpes Atrectianae et Vallis Poenina, byla provincie Římské říše. Byla jednou ze tří alpských provincií, vedle Alpes Maritimae a Alpes Cottiae. Pod kontrolu Říma se oblast dostala již za Drusova a Tiberiova tažení, v éře Augustově, v letech 16–15. Byla původně začleněna do provincie Raetia. Později se stala samostatnou malou provincií. Není doloženo, kdy přesně byla založena, jisté je jen to, že se tak stalo za vlády císaře Claudia, tedy mezi lety 41 až 54. Původní obyvatelstvo bylo keltské. Provincie se rozkládala na území dnešního Švýcarska (Valais), Itálie (Údolí Aosty) a Francie (Údolí Tarentaise). Měla dvě části, Alpes Graiae a Alpes Poeninae, přičemž každá měla vlastní hlavní město, v prvém případě Forum Claudii Ceutronum (dnešní Aime-la-Plagne), ve druhém Forum Claudii Vallensium (dnešní Martigny). Provincii vedl prokurátor, který pobýval střídavě v obou hlavních městech. Podle některých výkladů byly obě části spojeny do jedné provincie až po Diokleciánových reformách (asi 295), ale to je nejisté. Podle Liviova spisu Ab urbe condita vznikl název Poenina resp. Poeninae podle místního božstva zvaného latinsky Poeninus (to se prolnulo s Jupiterem a bylo zváno Jupiter Poeninus). Název se dochoval v italském geografickém označení Alpi Pennine, tato část Alp je však v češtině zvaná Walliské Alpy (podobně ve francouzštině a němčině). Také název Graiae byl odvozen z lokálního božstva zvaného Graios, které se zase "sloučilo" s postavou Herkula a bylo pak zváno Herculeio Graio. Provincie zanikla až s pádem Říma roku 476 a vznikem Odoakerova Italského království. Poté byla oblast obsazena germánskými Burgundy, roku 534 Franky a roku 574 Lombardy.